# Mazagão
Mazagão è un comune del Brasile dello stato dell'Amapá, parte della mesoregione di Sul do Amapá e della microregione di Mazagão. La popolazione stimata nel 2016 è di 19 981 abitanti.

## Geografia
Il comune ha una superficie pari a 13131 km² e una densità di popolazione di 1,42708 abitanti per km².  Confina a nord con Pedra Branca do Amapari e Porto Grande, a nord est con Santana, a sud est con la foce del Rio delle Amazzon,a sud con Vitoria do Jari, e a ovest con Laranjal do Jari.

## Storia
La città prese il nome dalla colonia portoghese di Mazagão, nel Nord Africa (oggi El Jadida), dalla quale i portoghesi furono cacciati nel 1769 dopo circa 250 anni di occupazione. Molti dei suoi abitanti furono evacuati in Brasile, dove fondarono il nuovo insediamento di Nova Mazagão, oggi noto come Mazagão Velho. Nel 1770 340 famiglie arrivarono nella città di Belém e tre anni dopo s'insediarono a Nova Mazagão. Una delle principali teorie sull'origine del toponimo vuole tragga spunto da Mazagaon - una delle originarie Sette Isole di Bombay e tuttora un quartiere storico della metropoli indiana di Mumbai - fa derivare anche questo nome dalla città marocchina, poiché entrambe erano sotto il dominio portoghese nello stesso periodo.
Mazagão Velho iniziò a declinare e Novo do Anauerapucú si affermò come centro principale. Così Anauerapucú divenne capoluogo di un comune indipendente nel 1915 e fu ribattezzata Mazagão.

## Infrastrutture e trasporti
La principale via d'accesso a Mazagão è la AP-440.